# Hesperis microcalyx
Hesperis microcalyx là một loài thực vật có hoa trong họ Cải. Loài này được E. Fourn. mô tả khoa học đầu tiên năm 1866.